# Goseong-dong
Goseong-dong (koreanska: 고성동) är en stadsdel i staden Daegu i den centrala delen av Sydkorea, 240 km sydost om huvudstaden Seoul. Den ligger i stadsdistriktet Buk-gu.